# Stack-O-Tracks
Stack-O-Tracks — альбом-компиляция американской рок-группы The Beach Boys. Пластинка вышла на Capitol Records в августе 1968 года — в один и тот же день со сборником Best of the Beach Boys, Volume 3. Если предыдущий альбом Friends занял 126-е место в американском хит-параде, то Stack-O-Tracks в него вообще не вошёл (Best of the Beach Boys, Volume 3 занял 153-е место). Особенностью сборника является то, что в песнях убраны все вокальные партии; оригинальная пластинка вышла в дуофоническом звучании.

## Обзор
Альбомы с минусовками были и остаются достаточно редким явлением в музыкальной индустрии, поэтому новизна «Stack-O-Tracks» не была оценена слушателями, несмотря на то, что в конверт пластинки был вложен буклет с нотами для бас-гитары и соло-гитары, аккорды и тексты песен, чтобы можно было подпевать. В то время бытовало мнение, что этот сборник являлся отчаянной попыткой Capitol Records (контракт с которыми у The Beach Boys скоро заканчивался) продать вообще что-либо из каталога ансамбля, терпевшего коммерческое фиаско с середины 1967 года.

## Список композиций
| №  | Название            | Автор(ы)                         | Длительность |
| -- | ------------------- | -------------------------------- | ------------ |
| 1. | «Darlin’»           | Брайан Уилсон / Майк Лав         | 2:12         |
| 2. | «Salt Lake City»    | Б. Уилсон / М. Лав               | 1:58         |
| 3. | «Sloop John B»      | Народная, аранжировка Б. Уилсона | 3:04         |
| 4. | «In My Room»        | Б. Уилсон / М. Лав               | 2:13         |
| 5. | «Catch a Wave»      | Б. Уилсон / М. Лав               | 2:00         |
| 6. | «Wild Honey»        | Б. Уилсон / М. Лав               | 2:35         |
| 7. | «Little Saint Nick» | Б. Уилсон / М. Лав               | 1:49         |

| №  | Название               | Автор(ы)                       | Длительность |
| -- | ---------------------- | ------------------------------ | ------------ |
| 1. | «Do It Again»          | Б. Уилсон / М. Лав             | 2:11         |
| 2. | «Wouldn’t It Be Nice»  | Б. Уилсон / Тони Эшер / М. Лав | 2:11         |
| 3. | «God Only Knows»       | Б. Уилсон / Т. Эшер            | 2:37         |
| 4. | «Surfer Girl»          | Б. Уилсон                      | 2:16         |
| 5. | «Little Honda»         | Б. Уилсон / М. Лав             | 1:36         |
| 6. | «Here Today»           | Б. Уилсон / Т. Эшер            | 3:06         |
| 7. | «You’re So Good to Me» | Б. Уилсон / М. Лав             | 1:55         |
| 8. | «Let Him Run Wild»     | Б. Уилсон / М. Лав             | 2:13         |

В 1990 году альбом был переиздан на одном компакт-диске вместе с альбомом Beach Boys’ Party! 1965 года и включал дополнительные песни: «Help Me, Rhonda», «California Girls» и «Our Car Club».